# Kazuyoshi Funaki
Kazuyoshi Funaki –en japonés, 船木和喜, Funaki Kazuyoshi– (Yoichi, 27 de abril de 1975) es un deportista japonés que compitió en salto en esquí. 
Participó en dos Juegos Olímpicos de Invierno, obteniendo tres medallas en Nagano 1998, oro en la prueba de trampolín grande individual, oro por equipos (junto con Takanobu Okabe, Hiroya Saito y Masahiko Harada) y plata en el trampolín normal individual, además del quinto lugar en Salt Lake City 2002 (equipos).
Ganó cuatro medallas en el Campeonato Mundial de Esquí Nórdico entre los años 1997 y 2003.

## Palmarés internacional
| Juegos Olímpicos   | Juegos Olímpicos       | Juegos Olímpicos | Juegos Olímpicos |
| Año                | Lugar                  | Medalla          | Prueba           |
| ------------------ | ---------------------- | ---------------- | ---------------- |
| 1998               | Nagano (Japón)         | Medalla de oro   | TG individual    |
| 1998               | Nagano (Japón)         | Medalla de oro   | TG por equipos   |
| 1998               | Nagano (Japón)         | Medalla de oro   | TN individual    |
| Campeonato Mundial |                        |                  |                  |
| Año                | Lugar                  | Medalla          | Prueba           |
| 1997               | Trondheim (Noruega)    | Medalla de plata | TG por equipos   |
| 1999               | Ramsau (Austria)       | Medalla de oro   | TN individual    |
| 1999               | Ramsau (Austria)       | Medalla de plata | TG por equipos   |
| 2003               | Val di Fiemme (Italia) | Medalla de plata | TG por equipos   |